# Open de Bolivie
L’Open de Bolivie est une compétition de taekwondo organisée annuellement par la Fédération bolivienne de Taekwondo. Ce tournoi est un événement majeur dans le calendrier international du fait de son label « WTF-G1 ».

## Palmarès hommes
| WTF-G1 | WTF-G1          | WTF-G1         | WTF-G1       | WTF-G1        | WTF-G1        | WTF-G1            | WTF-G1       | WTF-G1            |
| Année  | -54 kg          | -58 kg         | -63 kg       | -68 kg        | -74 kg        | -80 kg            | -87 kg       | +87 kg            |
| ------ | --------------- | -------------- | ------------ | ------------- | ------------- | ----------------- | ------------ | ----------------- |
| 2015   | César Rodríguez | Carlos Navarro | Cha Tae-moon | Edival Pontes | Maxime Potvin | João Pedro Chaves | Carlos Rivas | Maicon de Andrade |

| 2014 | Lucas Guzman | Alexander Ortiz | Sebastián Crismanich | Lucas Ferreira |

## Palmarès femmes
| WTF-G1 | WTF-G1         | WTF-G1          | WTF-G1     | WTF-G1           | WTF-G1     | WTF-G1         | WTF-G1             | WTF-G1     |
| Année  | -46 kg         | -49 kg          | -53 kg     | -57 kg           | -62 kg     | -67 kg         | -73 kg             | +73 kg     |
| ------ | -------------- | --------------- | ---------- | ---------------- | ---------- | -------------- | ------------------ | ---------- |
| 2015   | Beatriz Oliván | Itzel Manjarrez | Kim Da-Hwi | Adriana Martinez | Kim So-hee | Alexis Arnoldt | Carolina Fernandez | An Sae-bom |

| 2014 | Francisca Rios | Talita Djalma | katherine Araya Alvarado | Nathassia Souza |